# Morph target animation

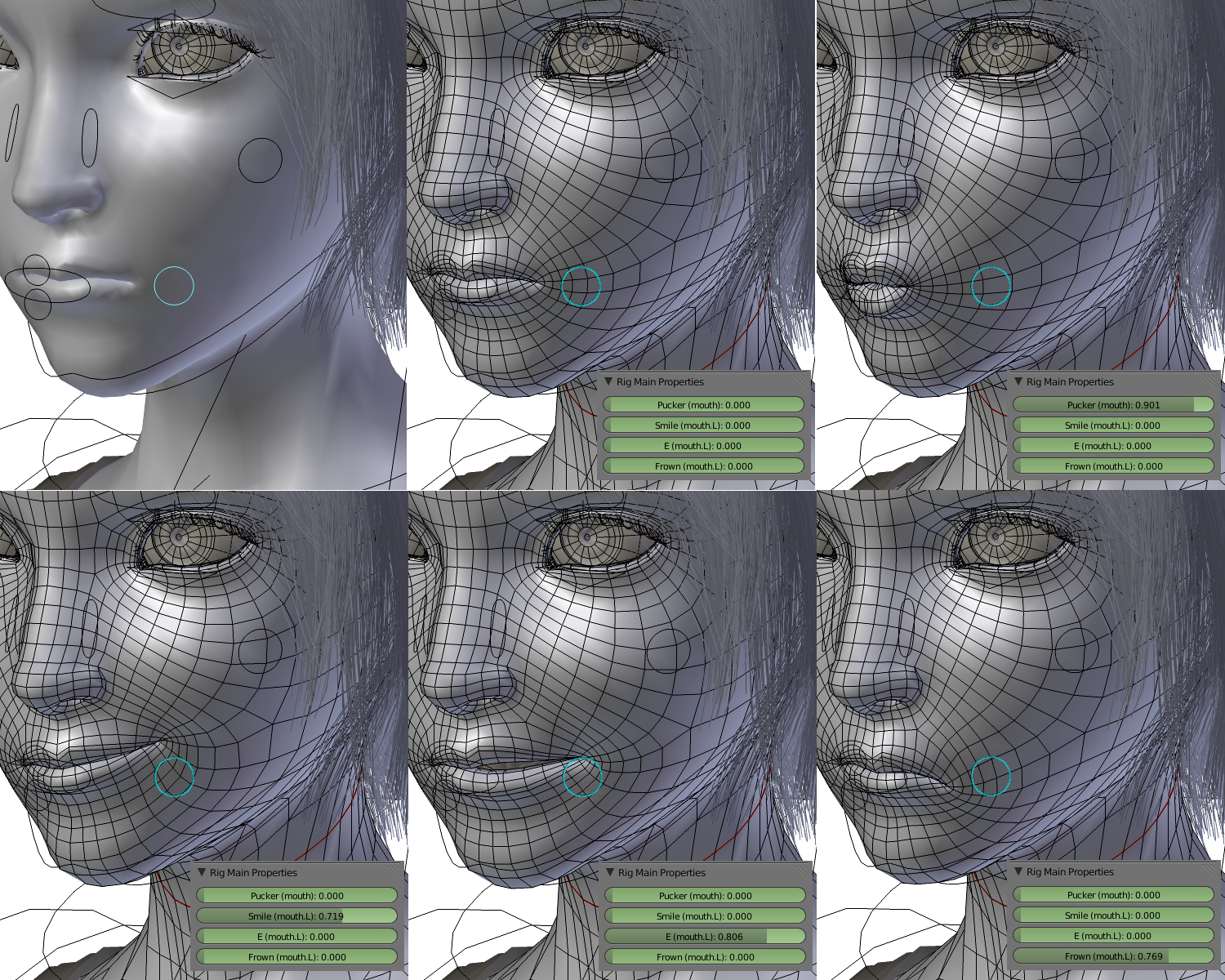
In questo esempio dal progetto open source Sintel, sono state definite quattro espressioni facciali come deformazioni della geometria della faccia. La bocca in seguito viene animata con il morphing fra queste deformazioni. Dozzine di controller simili sono usati per animare il resto della faccia.

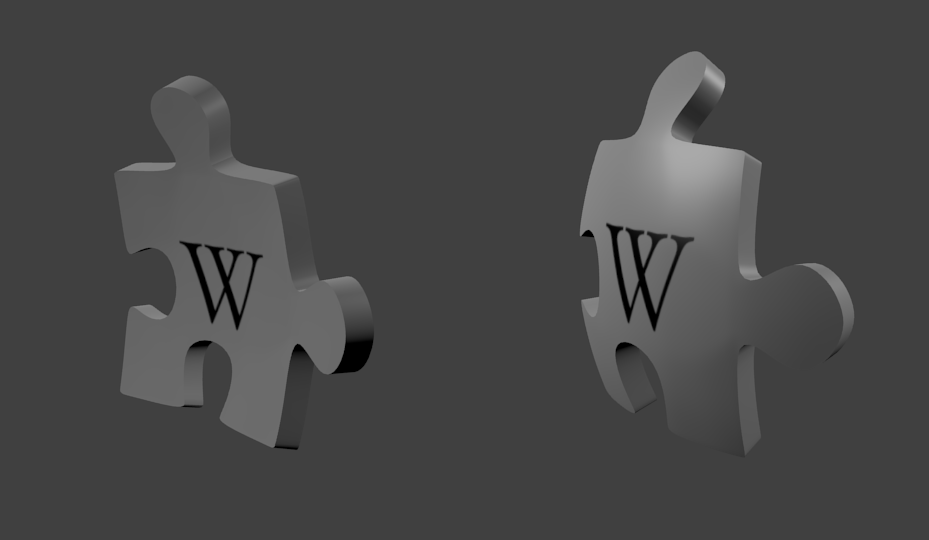
Un oggetto arbitrario deformato con il morphing fra posizioni di vertici definite.

Morph target animation, per-vertex animation, shape interpolation, o blend shapes sono espressioni che si riferiscono a un metodo dell'animazione digitale 3D utilizzato insieme a tecniche come la skeletal animation. In una morph target animation, una versione "deformata" della mesh viene registrata come una serie di posizioni dei vertici. In ogni keyframe di un'animazione, i vertici sono poi interpolati fra queste posizioni registrate.

## Tecnica
Il "morph target" è una versione deformata di una forma. Quando applicato a una faccia umana, per esempio, la testa viene prima modellata con un'espressione neutrale, e una "target deformation" viene poi creata per ogni altra espressione. Quando la faccia viene animata, l'animatore può dopo lievemente morphizzare (o "mescolare") fra la forma base e uno o più morph target. Esempi tipici di morph target usati nell'animazione facciale sono una bocca sorridente, un occhio chiuso, e un sopracciglio alzato, ma la tecnica può anche venire usata per morphizzare fra, per esempio, il Dr.Jekyll e Mr.Hyde. I primi videogiochi con grafica tridimensionale, come Quake e Crash Bandicoot usano la per-vertex animation per tutte le animazioni dei personaggi.
Quando usati per le animazioni facciali, questi morph target si riferiscono spesso a delle "key poses" (pose chiave). Le interpolazioni fra le key poses quando un'animazione viene renderizzata, sono tipicamente piccole e semplici trasformazioni di movimento, rotazione e scala, eseguite dal software 3D.
Non tutta la morph target animation deve essere effettivamente fatta modificando le posizioni dei vertici. È anche possibile prendere le posizioni dei vertici trovandole nella skeletal animation e in seguito usarle in una morph target animation.
Una animazione composta in una applicazione 3D facente parte di una suite, alcune volte necessita di essere trasferita a un'altra, per esempio per il rendering. Poiché differenti applicazioni 3D tendono a implementare ossi e altri effetti speciali in modo diverso, la tecnica del morph target è alcune volte usata per trasferire animazioni fra le applicazioni 3D per evitare problemi di esportazione.

### Benefici e svantaggi
Ci sono vantaggi nell'usare la morph target animation invece della skeletal animation. L'artista ma un maggiore controllo sul movimento perché egli può definire la posizione individuale dei vertici entro un keyframe, piuttosto che venire vincolata con scheletri. Questo può tornare utile per animare vestiti, la pelle, e le espressioni facciali perché può essere difficile conformare queste cose agli ossi che sono richiesti per la skeletal animation.
Comunque, ci sono anche svantaggi. L'animazione dei vertici è solitamente molto più laboriosa-intensiva della skeletal animation perché ogni posizione del vertice va manipolata manualmente e, per questa ragione, il numero di target morphs già pronti è tipicamente limitato.
Inoltre, nei metodi di rendering dove i vertici si muovono di posizione in posizione con gli in-between frames, viene creata una distorsione che non si presenta invece quando si usa la skeletal animation. Questo viene descritto dai critici della tecnica come sembrante "tremolante". D'altra parte, questa distorsione potrebbe fare parte del "look" desiderato.